# 韓国文在寅政権による脱北者強制送還事件
韓国文在寅政権による脱北者強制送還事件とは、2019年11月6日に「共に民主党」の文在寅政権が韓国への亡命を望む脱北者2名を板門店にて北朝鮮へ強制送還した事件。

## 経緯
文政権は日本海にて脱北者であるウ・ボムソン（男性・23歳・1997年生・咸鏡北道清津市出身）とキム・ヒョンウク（男性・22歳・1996年生・咸鏡北道清津市出身）を拘束したと発表し、両名が漁船内にて同僚16名を殺害後に脱北したと発表し、板門店にて北朝鮮へ強制送還したと発表。朝鮮戦争休戦以降、韓国が帰順を認めずに北朝鮮へ強制送還した初事例となったが、国際法違反による人権侵害と批判を受けた。この強制送還は韓国国民に知らせないまま内密に進められていたが、強制送還当日の午前に国会に出席していた金有根（元青瓦台安保室第1次長）が、共同警備区域大隊長からスマートフォンのSMSで受けた報告をメディアのカメラがキャッチし、社会へ伝わることとなった。
文在寅は親北的とされており、当時の文の最大の関心の一つは2019年11月26日開催の韓国ASEAN特別首脳会議に金正恩を招待することであり、11月5日には北朝鮮に漁師送還の意向を伝える通知文を送り、同日に金への招待状も北朝鮮に送付していたという。

## 2019年の文政権による主張
文政権の発表によると脱北者2名は漁師であり、別の男1名と共に過酷な扱いを受けていたことが理由で船長を殺害したといい、3名は北朝鮮へと戻ったが、1名が港で警察に拘束されたために残りの2名は漁船で韓国へと逃れようとしたという。韓国政府は通常は脱北者を受け入れているが、今回は2名が韓国の安全保障を脅かすと判断し、脱北者ではなく犯罪者として扱い、板門店（軍事境界線の非武装地帯）にて北朝鮮側へと引き渡した。韓国が板門店にて北朝鮮人を強制送還したのは初めてで、南北は犯罪人引渡し条約などを結んでいない。
送還後の2名は黄海北道沙里院市の国家保衛省傘下施設にて壮絶な拷問を50日間受け続け、送還2ヶ月後に処刑されたと報道されたが、金策市で約40日暮らしたことのある北朝鮮住民の証言によると、同地では強制送還後3日以内に銃殺刑にされたという噂が広がっているという。
鄭義溶（元青瓦台国家安全保障室長）ら主要捜査対象者は「脱北漁民は一般的な韓国国民ではないのではないか」として強制送還の法的根拠があると主張した。法的根拠は難民法第19条第3項「韓国に入国する前に国外で重大な非政治的な罪を犯した場合、難民不認定決定をできる」、北朝鮮離脱住民法第9条「殺人など重大な非政治的犯罪者に該当する者は保護対象者と決定しないこともある」。

## 2022年開始の尹政権による主張・捜査

### 2022年7月6日：尹政権発足後の捜査開始
2022年3月9日の韓国大統領選挙にて尹錫悦（国民の力候補）が48.56％票を獲得し、李在明（共に民主党候補、47.83％票獲得）を0.73％の僅差で破り、第20代大統領に当選した。尹錫悦政権発足後、尹は文政権による脱北者2名の強制送還事件を「反人道的な犯罪行為」と一蹴し、調査に乗り出した。
7月6日に国家情報院は徐薫（文政権下の国家情報院元院長）、キム・ジュンファン（文政権下の第3次長）、B局長らに対し、亡命の意思を示していた脱北者2名の強制送還について、強制送還4日前の2019年11月3日に始まった政府合同調査を、通常であれば2週間以上かかるのにもかかわらず、不当に早期強制終了させたとして国家情報院法違反（職権乱用罪）、並びに報告書を修正して翌日統一部に伝達したとして虚偽公文書作成罪などの疑いで徐らを刑事告発した。国家情報院が検察に出した告発状によると、調査開始当日に国家情報院は調査報告書を作成し「殺人容疑に対する強制捜査が追加で必要」という意見を出したが、徐らが任意にこの内容を削除し、報告書を修正して翌日統一部に伝達した疑いがあるといい、この過程で「帰順」という表現が「越境」に変わったりもしたと告発状に指摘された。更に告発状によると、強制送還3日前の11月4日に青瓦台では盧英敏（当時の大統領秘書室長）主催による会議が開かれ、強制送還の方針を決定したといい、会議の席には徐を含めて国家情報院関係者はいなかったとされる。検察は強制送還に先立ち行われた国家情報院主導の政府合同調査過程も捜査を開始した。また金錬鉄（元統一部長官）も強制送還事件の重要人物とされている。

### 2022年7月11日：写真・映像の公開
7月11日に統一部は、脱北者が憲法上韓国の国民であることや、北朝鮮送還後に脱北者が受ける処罰を考慮すれば送還措置は不適切であると表明し、12日に強制送還時の写真を公開。クリス・スミス（アメリカ下院議員）は写真を見て「北朝鮮政権と文在寅政権が共謀した」とし「衝撃を受け、驚愕した」と語った。イギリス上下両院議員7名と人権問題専門家で構成される「北朝鮮問題に関する超党派議員の会」は文政権による強制送還を非難し、尹に徹底した捜査を促す書簡を送り、7月15日に書簡の内容を公開した。
太永浩（国民の力）は映像公開を要求し、7月18日には強制送還時の映像も公開した。映像内には北朝鮮へ引き渡されることに気が付いたウ・ボムソン（脱北者の1人）が板門店の軍事境界線前で蹲ったり、血だらけになるまで頭を地面に打ち付けるなど壮絶に抵抗し、警察庁警備局対テロ課所属特攻隊員によって引きずられるようにして北朝鮮側へ連行される姿が記録されていた。
統一部は事件当時に強制送還の正当性を強調していたが、2022年には上記の通り、当時の写真と映像を相次いで公開し、脱北者2名に亡命意思があったことを強調するなど、事実上意見を覆したとされている。また強制送還直前に担当官庁である統一部に派遣されていたA（統一部長官法律補佐官・検事）と法律解釈の担当官庁である法務部が、強制送還に法的根拠がないという趣旨で警告していたとの主張が出されているという。

### 2022年7月18日：文在寅への刑事告発
7月18日に韓国の弁護士団体や人権団体は、文在寅を殺人・国際刑事犯罪法違反・職務放棄・職権濫用・不法逮捕監禁の5つの容疑でソウル中央地検に刑事告発した。文を強制送還の「最高指示者」と名指し、北朝鮮への強制送還時に大半は処刑されるとして「殺人の未必の故意がある」と主張した。
文政権当時の青瓦台が強制送還時に国家情報院などが提出した報告書の題名を変更し、脱北者2名が亡命を求める際の陳述内容が記載された別の報告書を無断で破棄していたことが7月20日までに判明した。脱北者2名は合同調査時に韓国への亡命希望を自筆で書いた「保護申請書」を当局に提出し、国家情報院はこの文書に「亡命者確認資料」という題目を付けて青瓦台国家安保室に提出したが、安保室は題目を「船員送還報告書」に変更したといい、隠蔽疑惑があるという。

### 2022年7月20日：国民の力による主張
7月20日に国民の力は「脱北者2名が漁船内にて乗組員16名を殺害した」という文政権の発表が虚偽だったとする証言が現れたことを発表した。韓起鎬（国民の力所属、タスクフォース（北朝鮮住民の強制送還問題などの調査を行う団体）団長）は証言者の証言を基に以下の趣旨を発表した。
文政権が発表した「強制送還された脱北者2名に殺害された乗船員16名」とは咸鏡北道金策市から脱北しようとしていた5世帯の住民16名の事であり、最初から漁船には16名は乗船していなかったという。北朝鮮へ強制送還された脱北者2名は上記の住民16名の脱北を助けようとした脱北ブローカーであるという。「脱北者2名が16名を殺害した」というのは、その脱北ブローカー2名を韓国から強制送還させるために北朝鮮が付いた嘘であり、文政権はこれらを合同尋問で確認していた可能性がある。脱北ブローカー2名と共に脱北しようとしていた住民16名は乗船前に北朝鮮当局に逮捕されており、生死は不明。またイカ釣り漁船には北朝鮮当局が同船し、24時間監視するために正常な操業ではなく、17tのイカ釣り漁船には通常約10人が乗船するという。文政権が発表した「寝ている船員を1名ずつ呼び出して殺害した」については、イカ釣り漁は夜間に行われるため、船室で就寝していたという内容に矛盾が生じ、嘘の可能性がある。
もし漁船内で16名もの殺害が発生したことが事実であれば、血痕の痕跡などが少しでも残っている可能性が非常に高いことになるが、船証拠隠滅のために北朝鮮へ即返還した漁船（海軍第1艦隊の港に曳航されていた）の消毒に立ち会った検閲官は「血痕の痕跡はなかった」と語っているという。

### 刑事裁判
2023年2月28日、検察は鄭義溶元国家安全保障室長、盧英敏元大統領秘書室長、徐薫元国家情報院長、金錬鉄元統一部長官の4人を職権乱用の罪などで在宅起訴した。
2025年2月19日、ソウル中央地裁は職権乱用の罪で鄭義溶と徐薫に懲役10月の宣告猶予、盧英敏と金錬鉄に懲役6月の宣告猶予の判決をそれぞれ言い渡した。一方で、漁民の亡命意志を隠蔽するための報告書改竄や、国家情報院法違反などの罪状については証拠不十分として無罪とした。2年間、別の事件で有罪判決を受けなければ、刑事罰を免れるだけでなく有罪判決自体が消滅する。